# Álvarez (Santa Fé)
Álvarez é uma comuna da província de Santa Fé, na Argentina.